# Автошлях E65
Європейський маршрут E65 (англ. European route E65, швед. Europaväg 65, грец. Ευρωπαϊκή Οδός 65) — Європейський автомобільний маршрут, який пролягає від шведського міста Мальме до грецького міста Ханья. Маршрут проходить по території Швеції, Польщі, Чехії, Словаччини, Угорщини, Хорватії, Боснії і Герцеговини, Чорногорії, Косово, Північної Македонії і Греції. Довжина маршруту сягає 3 800 км.

## Маршрути
| Країна                                     | Маршрут | Національні дороги                                  |
| ------------------------------------------ | --- | --------------------------------------------------- |
| Швеція                                     | Мальме — Істад | E 65                                                |
| (Балтійське море, пором Істад-Свіноуйсьце) | |                                                     |
| Польща                                     | Свіноуйсьце — Волін — Голенюв — Щецін — Гожув-Великопольський — Сьвебодзін — Зельона Гура — Любін — Легниця — Єленя Ґура                                        | 3, S3                                               |
| Чехія                                      | Гаррахов — Железни Брод — Турнов — Млада Болеслав — Прага — Їглава — Брно                                                                                       | R10, D1 та D2                                       |
| Словаччина                                 | Братислава | D2                                                  |
| Угорщина                                   | Райка — Чорна — Сомбатей — Залаегерсег — Надьканіжа — Летеньє                                                                                                   | M15, 86, 74 та M7                                   |
| Хорватія                                   | Горичан — Новий Мароф — Загреб — Карловац — Рієка — Сень — Задар — Шибеник — Спліт — Опузен                                                                     | A4, Загребська об'їзна дорога (A3), A6, D8 (A7), A1 |
| Боснія і Герцеговина                       | Неум | 2                                                   |
| Хорватія                                   | Дубровник | D8                                                  |
| Чорногорія                                 | Петровац — Подгориця — Бієло-Полє | 2                                                   |
| Сербія/Косово                              | Приштина | 2                                                   |
| Північна Македонія                         | Скоп'є — Кичево — Охрид — Бітола | А2, 26                                              |
| Греція                                     | Ніка — Веві — Козані — Лариса — Домокос — Ламія — Браллос — Ітея — Антірріон — Міст Ріо-Антірріон — Ріо — Егіо — Коринф — Триполі — Каламата … Кіссамос — Ханья | 3, 8A, 7                                            |

## Галерея

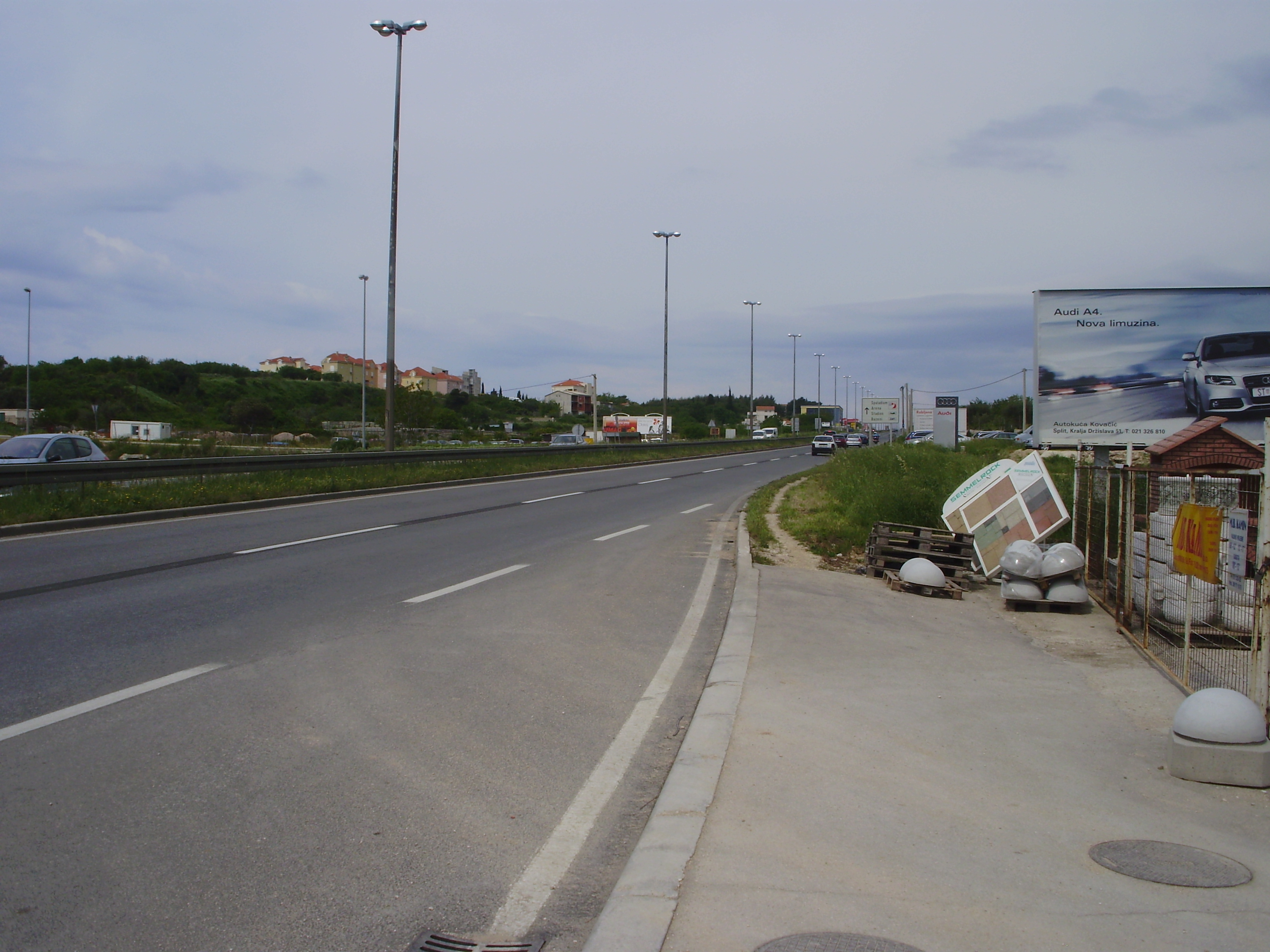
Маршрут E65 в Спліті
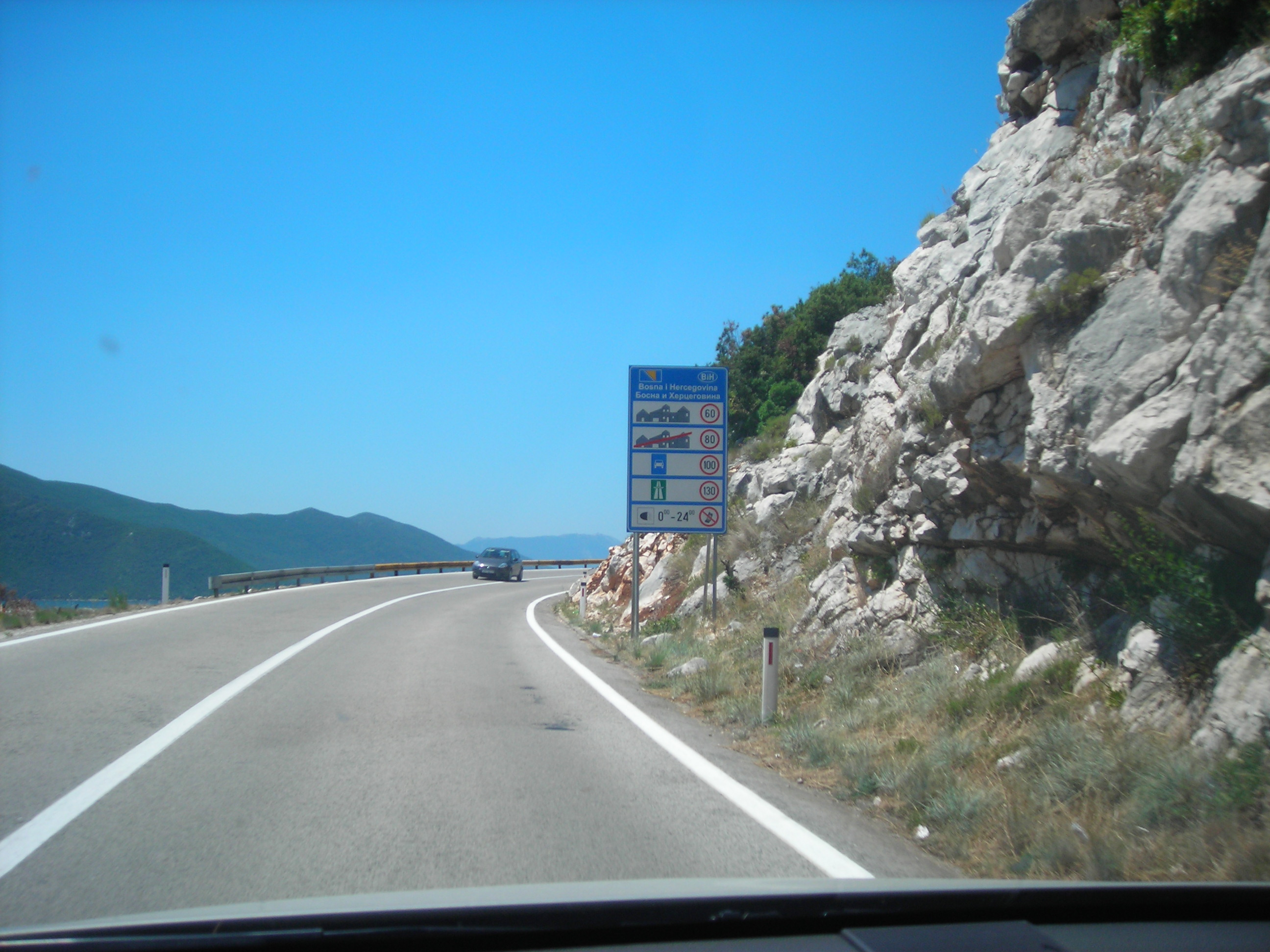
Маршрут M2/E65 в Неум
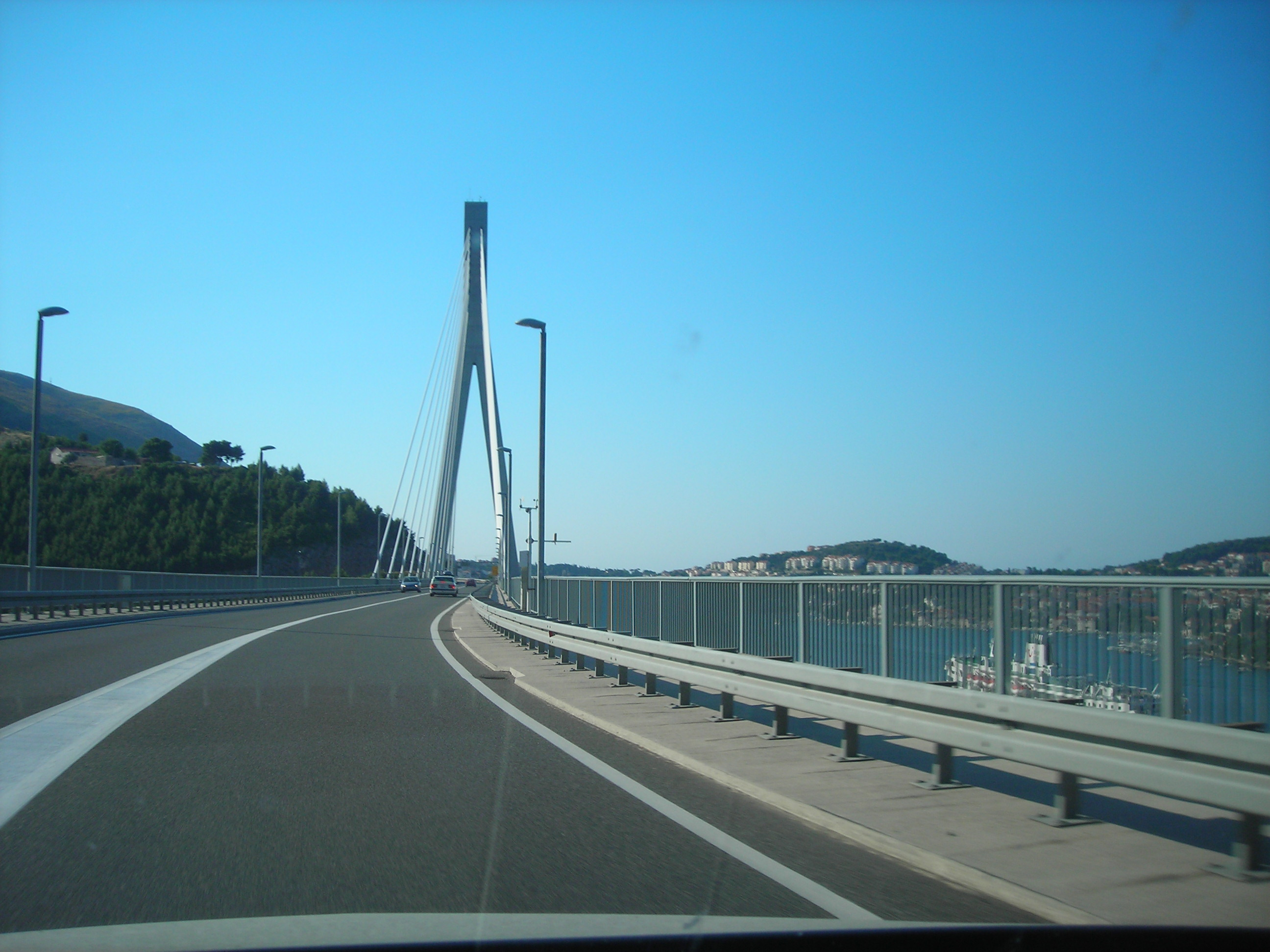
Маршрут 8/E65 в Дубровнику